# 吹上町和田

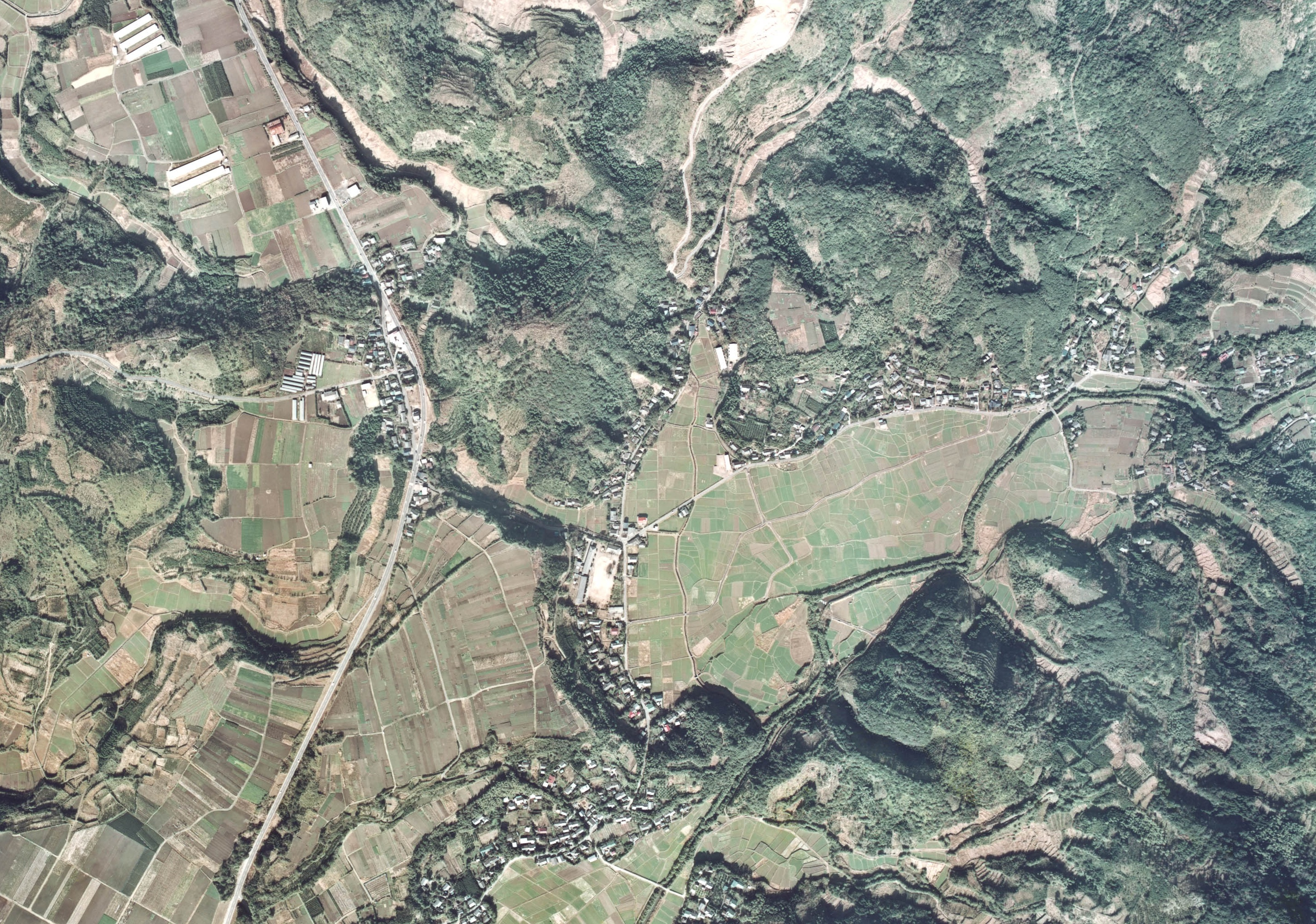
和田小学校付近の航空写真（1974年撮影）

吹上町和田（ふきあげちょうわだ）は、鹿児島県日置市の大字。旧薩摩国阿多郡伊作郷和田村、阿多郡伊作村大字和田、日置郡伊作町大字和田、日置郡吹上町大字和田。郵便番号は899-3311。人口は490人、世帯数は171世帯（2020年10月1日現在）。

## 地理
日置市の南端部、万之瀬川支流堀川の上流域から中流域に位置する。字域の北方には日置市吹上町中之里、吹上町湯之浦、南方から西方にかけては南さつま市金峰町大野、南方には南さつま市金峰町大坂、東方には鹿児島市下福元町がそれぞれ隣接している。
字域の西端部を国道270号が南北に通り、字域の東部を鹿児島県道291号松元川辺線が南北に通っており、字域の東端部を鹿児島県道20号鹿児島加世田線が通っている。西部に集落が集中している他は山地となっており、山地となっている東部にいくつかの集落が点在している。
字域の西部に鹿児島県立農業大学校及び日置市立和田小学校が所在している。また、1985年までは吹上町立平鹿倉小学校も東部に所在していたが、伊作小学校に統合され廃校となった。

### 河川
- 堀川

## 歴史

### 和田の成立と中世
和田という地名は古くは中世、鎌倉時代より見え、伊作庄（荘）のうちの名田名であった。
建長7年の関東下知状に島津忠久の自名であった3村の1つとして和田村が記載されている。また、永享4年には薩州家初代当主の島津用久により伊作院の和田村は大野村（現在の南さつま市金峰町大野）と共に阿多忠清に宛がわれた。

### 近世の和田
江戸期には薩摩国阿多郡伊作郷（外城）のうちであった。村高は「天保郷帳」及び「郡村高辻帳」では1,156石余、「三州御治世要覧」には745石余、「伊作名勝志再撰帳」には794石余、「旧高旧領取調帳」には823石余と記載されている。
江戸期の村内には田布施郷（後の金峰町の一部）との境界上に伊作野牧があり、約250頭ほどの馬が飼育されていた。和田村の人口は2,058人、戸数は448戸であり農民が大半を占めていた。

### 町村制施行以後
1889年（明治22年）に町村制が施行されたのに伴い伊作郷の区域より伊作村が成立し、江戸期の和田村は伊作村の大字「和田」となった。1908年（明治41年）に字域内にあった新宮神社が湯之浦の南方神社に合祀された。
1922年（大正11年）には伊作村が町制施行し、伊作町となり同町の大字となり、1955年（昭和30年）に伊作町と永吉村が合併し、吹上町が新設され同町の大字となった。
2005年（平成17年）5月1日に吹上町が日置郡伊集院町、東市来町、日吉町と合併し日置市が成立した。この合併に先立って設置された法定合併協議会である「日置中央合併協議会」において大字名については「字の区域は、現行どおりとし、現行の字の名称の前に当該字の属する合併前の町の名称を付し、字の名称を変更する。」と協定された。合併日の2005年（平成17年）5月1日に鹿児島県の告示である「 字の名称の変更」が鹿児島県公報に掲載された。この告示の規定に基づき即日大字の名称変更が行われ、大字名が「和田」から「吹上町和田」に改称された。

## 人口
以下の表は国勢調査による小地域集計が開始された1995年以降の人口の推移である。
| 統計年             | 統計年 | 人口 | 人口 |
| ------------------ | ------ | ---- | ---- |
| 1995年（平成7年）  | [ 12 ] | 858  |      |
| 2000年（平成12年） | [ 13 ] | 780  |      |
| 2005年（平成17年） | [ 14 ] | 994  |      |
| 2010年（平成22年） | [ 15 ] | 853  |      |
| 2015年（平成27年） | [ 16 ] | 726  |      |
| 2020年（令和2年）  | [ 4 ]  | 490  |      |

## 施設

### 公共
- 日置市和田地区公民館

### 教育
- 鹿児島県立農業大学校
2003年（平成15年）に字域内に設置された[17]鹿児島県立の大学校。
- 日置市立和田小学校

## 小・中学校の学区
市立小・中学校に通う場合、学区（校区）は以下の通りとなる。
| 大字       | 区域 | 小学校             | 中学校             |
| ---------- | ---- | ------------------ | ------------------ |
| 吹上町和田 | 一部 | 日置市立伊作小学校 | 日置市立吹上中学校 |
| 吹上町和田 | 一部 | 日置市立和田小学校 | 日置市立吹上中学校 |

## 交通

### 道路
一般国道
- 国道270号

主要地方道
- 鹿児島県道20号鹿児島加世田線

一般県道
- 鹿児島県道291号松元川辺線

### 鉄道
字域内には鉄道は通っておらず、1984年までは吹上町入来に所在していた鹿児島交通枕崎線の南吹上浜駅または金峰町にあった北多夫施駅が最寄駅であったが同線の廃止により廃駅となり現在は利用できない。